# 経済連携協定
経済連携協定（けいざいれんけいきょうてい、英: Economic Partnership Agreement、EPA）とは、関税撤廃や非関税障壁の引き下げなどの通商上の障壁の除去に加えて、締約国間での経済取引の円滑化、経済制度の調和、および、サービス・投資・電子商取引などのさまざまな経済領域での連携強化・協力の促進などをも含めた条約である。
以前は自由貿易協定（FTA）とは異なるものとされていたが、後述するように、現在ではほとんど同義となっている。

## 自由貿易協定とWTO協定との関連
自由貿易協定により、協定の当時国間でのみ関税の引下げ・撤廃を行うことが、WTO上の一般最恵国待遇に違反しないのは、次の規定に合致する場合である。
- GATT（関税及び貿易に関する一般協定）第24条
- GATS（サービスの貿易に関する一般協定）第5条
- WTOの「授権条項（enabling clause、1979年GATT決定）」（先進国が途上国に対し、他よりも低率な関税を適用することを認め、途上国間の自由貿易協定締結を容易にすることを認めるものであり、GATT第24条の厳格な要件は適用されない）

2025年6月18日時点で、375の協定がWTO（世界貿易機関）に有効のもの（in force）として通報されている。WTOに通報されたものは、関税同盟や経済連携協定 (EPA) と呼ばれているものを含む。375の協定の根拠別内訳は下記のとおり。多くの協定は物品とサービス貿易の双方について規定しているため、数に重複がある。種別の詳細は、WTOのHPを参照。最新の通報は、2025年6月18日に通報された、アフリカ大陸自由貿易協定（2019年5月30日発効）である。2020年12月31日に、イギリスがEU離脱に伴い締結した協定28件（2021年1月1日発効）を通報したため、大幅に増加した。この中に日英包括的経済連携協定も含まれており、イギリスとEUとの協定も通報された。しかし、2020年1月1日に発効した日米貿易協定、2022年1月1日に発効した地域的な包括的経済連携協定 (RCEP)は、2025年8月12日現在、通報されていない。
- GATT第24条:342
- GATS第5条:213
- WTOの授権条項:65

また、2020年11月27日の参議院本会議において、日英包括的経済連携協定の趣旨説明が行われた際の質疑で、立憲民主・社民の白眞勲議員から質問に対して茂木敏充外務大臣は、「ＷＴＯのホームページでは、現在、五十四の自由貿易協定がいまだに通報されていないことが公表されており、この中には、香港ＡＳＥＡＮ貿易協定やオーストラリア・インドネシア貿易協定も含まれております。」と答弁している。このWTOのHPとは、2020年9月26日のWTO地域貿易委員会の文書であるが、このリストには日米貿易協定は含まれていない。なおこのWTO地域貿易委員会の文書の最新版では、56の自由貿易協定がいまだに通報されていないとされており、日米貿易協定、日本・ASEAN包括的経済連携協定第一改正議定書、地域的な包括的経済連携協定 (RCEP)がこのなかに含まれている。

## FTAとEPAの違い
自由貿易協定と経済連携協定は、従前は次のように異なるものとして説明されていた。
「自由貿易協定」 (Free Trade Agreement, FTA) は、特定の国や地域とのあいだでかかる関税や企業への規制を取り払い、物品やサービスの流通を自由に行えるようにする取り決めのこと。通商政策の基本ともいわれる。
「経済連携協定」 (Economic Partnership Agreement, EPA) は、物品やサービスの流通のみならず、人の移動、知的財産権の保護、投資、競争政策など様々な協力や幅広い分野での連携で、両国または地域間での親密な関係強化を目指す協定。
地域間の貿易のルールづくりに関しては、過去世界貿易機関 (WTO) を通した多国間交渉の形が取られていたが、多国間交渉を1つ1つこなすには多くの時間と労力が取られるため、WTOを補う地域間の新しい国際ルールとして、FTAやEPAが注目されている。
ただし、日本政府の公式見解では「free trade agreement」について、国際的に確立した定義があるとは承知しておらずとしており、従ってEPA、FTAの相違についても国際的に確立した定義によるものは日本国政府としてはあるとはしていない。
日本は東南アジアやインドとの経済の連携協定を進めてきたように、FTAだけでなくEPAの締結を求めており、GATT（関税及び貿易に関する一般協定）およびGATS（サービスの貿易に関する一般協定）に基づくFTAによって自由化される物品やサービス貿易といった分野に加え、締結国と幅広い分野で連携し、締約国・地域との関係緊密化を目指すとしている。その理由は、関税撤廃だけでなく、投資やサービス面でも、幅広い効果が生まれることを期待していることによる。
日本政府は、このようにFTAとEPAを区分けしているが、「一般的な名称ではなく、ＷＴＯでも使われていません。ＦＴＡは当初は貿易に特化していましたが、その内容は年々幅広くなっていて、もはやほぼ同義で使われています]との「実際、近年世界で締結されているFTAの中には、日本のEPA同様，関税撤廃・削減やサービス貿易の自由化にとどまらない、様々な新しい分野を含むものも見受けられる」との指摘もあり、国によってはFTAとEPAを区別せずに包括的にFTAに区分することも少なくない。特に米国は、署名・締結した協定において、ほとんどが自由貿易協定としており、経済連携協定としているものはないが、内容的には関税撤廃・削減やサービス貿易の自由化にとどまらず、環境・労働等の分野を含んでいる。更に日米貿易協定の国会承認の質疑において、後藤（祐）委員の質問に対して茂木外務大臣「包括的なＦＴＡ、ここにおきましては、物品貿易に加えて、サービス全般の自由化を含むものを基本とし、さらに、知的財産、投資、競争など、幅広いルールを協定に盛り込むこと」と答弁し、更に「ＦＴＡについて、国際的に確立した定義も、御案内のとおり、あるわけではありませんが、我が国では、これまで、特定の国や地域との間で物品貿易やサービス貿易全般の自由化を目的とする協定、そういった意味でＦＴＡという語を用いてきた」と付け加えた。また内閣官房澁谷ＴＰＰ等政府対策本部政策調整統括官は「ガット二十四条に整合的な協定でございますので、経済連携協定だと認識」と答弁したこれはそのあとの答弁にあるように「関税の関係法、国内法でございますけれども、関税暫定措置法の施行令　におきまして経済連携協定という言葉が載っておりまして、経済連携協定で合意された関税率の適用に当たっては、協定が直接適用される、こういう規定でございます。私ども、TPP、日・EU・EPA、それから今回の日米貿易協定も含めて、この関税法に言うところの経済連携協定だという認識」ということである。
更に日本の外務省は、公的報告書である外交青書において、2020年版においては「経済連携協定（EPA）や自由貿易協定（FTA）」と記述し、脚注で「EPA：Economic Partnership Agreement （貿易の自由化に加え、投資、人の移動、知的財産の保護や競争政策におけるルール作り、様々な分野での協力の要素などを含む、幅広い経済関係の強化を目的とする協定）： FTA：Free Trade Agreement（特定の国や地域の間で、物品の関税やサービス貿易の障壁等を削減・撤廃することを目的とする協定）」としていたが、2021年版、2022年版及び最新版である2023年版においては、「経済連携協定（EPA/FTA）」と記載し、脚注においても「EPA：Economic Partnership Agreement　 FTA：Free Trade Agreement」のみ記載しそれぞれの説明や訳語は記載していない。従って日本においてもFTAとEPAを区分けしないのが外務省の公的な見解となっている。
2025年8月時点で日本政府が外国又は特定地域と締結した協定（発効ずみのもの）は、2018年12月に発効した環太平洋パートナーシップに関する包括的及び先進的な協定(CPTPP)及び2020年1月に発効した日米貿易協定を除き、すべてEPA（経済連携協定）となっている。CPTPPと2018年2月に署名した環太平洋パートナーシップ協定（TPP）は、いずれも内容的にはEPAであるが、協定名は「パートナーシップ協定」となっている。日本・ASEAN包括的経済連携協定は、名称はEPAであるが、サービス貿易及び投資について規定する日本・ASEAN包括的経済連携協定第一改正議定書が、2020年8月1日に発効するまでは、関税関係のみに留まっていた。日米貿易協定は、関税撤廃・削減だけ規定している。

### EUによるFTAの分類
EUは、その公式HPに、新しい機会を提供するEUの自由貿易協定 という記事を掲載しているが、このなかでEUが世界各国・地域で結んでいる自由貿易協定には、次の4種類があるとしている。
1. 第一世代協定（First generation agreements）
主に2006年以前に締結され、関税撤廃に焦点が置かれている。スイス、ノルウェー、地中海・中東諸国、メキシコ、チリとの協定やトルコとの関税同盟、また、西バルカン諸国との「安定化・連合協定（Stabilisation and Association agreements）」が含まれる。
2. 第二世代協定（Second generation agreements）
韓国、コロンビア、エクアドル、ペルーのほか中米などが対象。ここでは知的財産権やサービス、持続可能な開発への取り組みも含まれる。日・EU経済連携協定（EPA）は、名称は異なるがこの種類に該当する 。
3.  深化した包括的自由貿易地域（Deep and Comprehensive Free Trade Areas＝DCFTA）
EUとジョージア、モルドバ、ウクライナといった近隣諸国の間で、より強い経済関係を創出する。
4. 経済連携協定（Economic Partnership Agreements＝EPA）
アフリカ、カリブ諸国、太平洋地域の開発需要に焦点を当てたもの。日・EU間のEPAはこれに該当しない。
上記のように、EUは、一般的にはEPAは「開発需要に焦点を当てたもの」を意味し、日EUEPAは、関税に加えて知的財産権やサービス、持続可能な開発への取り組みも含まれる第二世代協定と理解している。

## 日本のEPA/FTAの一覧
外務省によると、日本はFTAだけでなくEPAの締結を軸に求めている。理由として、関税撤廃だけでなく、投資やサービス面でも、幅広い効果が生まれることを期待していることによる。

### 締結し、発効しているEPA/FTA
- 日本・シンガポール新時代経済連携協定：2002年11月30日発効（改正議定書2007年9月2日発効）
- 日本・メキシコ経済連携協定：2005年4月1日発効（改正議定書2012年4月1日発効）
- 日本・マレーシア経済連携協定：2006年7月13日発効
- 日本・チリ経済連携協定：2007年9月3日発効
- 日本・タイ経済連携協定：2007年11月1日発効
- 日本・インドネシア経済連携協定：2008年7月1日発効
- 日本・ブルネイ経済連携協定：2008年7月31日発効
- 日本・ASEAN包括的経済連携協定：2008年12月1日より順次発効し、2010年7月1日に最後のフィリピンについて発効し、すべての署名国について発効となった。ただし、インドネシアについては、国内の実施のための手続きが遅れ、インドネシアの財務大臣規定が2018年2月15日に公布され、2018年3月1日より施行されたことにより、2018年3月1日より、協定の運用が開始され、日本とインドネシアとの間ではAJCEP協定に基づく特恵関税率が適用されることになった[21][22]。
  - 日本・ASEAN包括的経済連携協定にサービス貿易及び投資を追加する「日本・ASEAN包括的経済連携協定第一改正議定書」は、2020年8月1日に、日本、タイ、シンガポール、ラオス、ミャンマー、ベトナムについて発効した[23][24]。ブルネイは、8月21日に国内手続の完了を通告したため、ブルネイについては2020年10月1日から、改正議定書が発効した[25]。カンボジアは、2020年12月14日に国内手続の完了を通告したため、カンボジアについては2021年2月1日から、改正議定書が発効した[26]。フィリピンは、2021年3月12日に国内手続の完了を通告したため、フィリピンについては2021年5月1日から、改正議定書が発効した[27]。マレーシアは、2021年4月13日に国内手続の完了を通告したため、マレーシアについては、2021年6月1日から、改正議定書が発効した[28]。インドネシアは、2021年12月2日に国内手続の完了を通告したため、インドネシアについては2022年2月1日から、改正議定書が発効した[29]。

2022年2月1日にインドネシアについて効力が発生したことにより、日本及びASEANの全ての構成国について効力が発生した。
- 日本・フィリピン経済連携協定：2008年12月11日発効
- 日本・スイス経済連携協定：2009年9月1日発効
- 日本・ベトナム経済連携協定：2009年10月1日発効
- 日本・インド経済連携協定：2011年8月1日発効
- 日本・ペルー経済連携協定：2012年3月1日発効
- 日本・オーストラリア経済連携協定：2015年1月15日発効
- 日本・モンゴル経済連携協定：2016年6月7日発効
- 環太平洋パートナーシップに関する包括的及び先進的な協定（CPTPP、TPP11）：2018年12月30日に、メキシコ、日本、シンガポール、ニュージーランド、カナダ及びオーストラリアの間で発効[30]。2019年1月14日にベトナムについて発効[31]、2021年9月19日にペルーについて発効[32]、2022年11月29日にマレーシアについて発効[33]、2023年2月21日にチリについて発効、[34]2023年7月12日にブルネイについて発効した[35][36]。

2023年7月12日にブルネイについて効力が発生したことにより、全ての構成国について効力が発生した。
- 日本・EU経済連携協定：2019年2月1日発効[37]
- 日米貿易協定： 2020年1月1日発効[38]
- 日英包括的経済連携協定： 2021年1月1日発効[39]
- 地域的な包括的経済連携協定 (RCEP)：2020年11月15日署名[40][41]、日本は2021年6月25日締結[42]。2022年1月1日に、批准済みの10か国（日本、中国、シンガポール、ブルネイ、カンボジア、ラオス、タイ、ベトナム、オーストラリア、ニュージーランド）の間で先行して発効した[43]。韓国は、2021年12月3日に、RCEP協定の批准書を寄託した[44][45]ため、RCEP協定は、協定第27・7条3の規定により批准の60日後の2022年2月1日に韓国について発効した。マレーシアは、2022年1月17日に、RCEP協定の批准書を寄託したため、RCEP協定は、協定第27・7条3の規定により批准の60日後の2022年3月18日にマレーシアについて発効した[46][47][48][49]。2022年11月3日、インドネシアは、RCEP協定の批准書を寄託者に指定されているASEAN事務局長に寄託した[50][51]。これによりRCEP協定は、協定第27・7条3の規定により批准の60日後の2023年1月2日にインドネシアについて発効した。2023年4月3日、フィリピンは、RCEP協定の批准書を寄託者に指定されているASEAN事務局長に寄託した[52][53]。これによりRCEP協定は、協定第27・7条3の規定により批准の60日後の2023年6月2日にフィリピンについて発効した。まだ批准していないミャンマーについては、その批准後60日経過後に発効する[注釈 6]。

### 交渉中のEPA/FTA
- 日中韓自由貿易協定
- 日本・トルコ経済連携協定
- 日本・コロンビア経済連携協定
- 日・GCC（湾岸協力理事会）経済連携協定[注釈 7]
- 日本・バングラデシュ経済連携協定
- 日本・UAE経済連携協定

### 交渉中断中のEPA/FTA
- 日本・カナダ経済連携協定
- 日韓自由貿易協定

### 交渉開始に向けた共同研究を開始したEPA/FTA
- 日本・イスラエル経済連携協定

## 日本のEPA/FTAの署名者、署名日、発効日、ＷＴＯ通報日
|                                                        | 日本の署名者       | 日本の署名者               | 根拠                                                                         | 署名日         | 発効日         | WTO通報日      | 根拠                |
| ------------------------------------------------------ | ------------------ | -------------------------- | ---------------------------------------------------------------------------- | -------------- | -------------- | -------------- | ------------------- |
| 日本が締結し、発効しているEPA/FTA                      |                    |                            |                                                                              |                |                |                |                     |
| 日本・シンガポール新時代経済連携協定                   | 小泉純一郎         | 内閣総理大臣               | 日本・シンガポール新時代経済連携協定の説明書(外務省) (PDF)                   | 2002年1月13日  | 2002年11月30日 | 2002年11月8日  |                     |
| 日本・メキシコ経済連携協定                             | 小泉純一郎         | 内閣総理大臣               | 日・メキシコ経済連携協定の説明書(外務省) (PDF)                               | 2004年9月17日  | 2005年4月1日   | 2005年3月31日  |                     |
| 日本・マレーシア経済連携協定                           | 小泉純一郎         | 内閣総理大臣               | 日・マレーシア経済連携協定の説明書)(外務省) (PDF)                            | 2005年12月13日 | 2006年7月13日  | 2006年7月12日  |                     |
| 日本・チリ経済連携協定                                 | 麻生太郎           | 外務大臣                   | 日・チリ経済連携協定の説明書(外務省) (PDF)                                   | 2007年3月27日  | 2007年9月3日   | 2007年8月24日  |                     |
| 日本・タイ経済連携協定                                 | 安倍晋三           | 内閣総理大臣               | 日・タイ経済連携協定の説明書)(外務省) (PDF)                                  | 2007年4月3日   | 2007年11月1日  | 2007年10月25日 |                     |
| 日本・インドネシア経済連携協定                         | 安倍晋三           | 内閣総理大臣               | 日・インドネシア経済連携協定の説明書(外務省) (PDF)                           | 2007年8月20日  | 2008年7月1日   | 2008年6月27日  |                     |
| 日本・ブルネイ経済連携協定                             | 安倍晋三           | 内閣総理大臣               | 日・ブルネイ経済連携協定の説明書(外務省) (PDF)                               | 2007年6月18日  | 2008年7月31日  | 2008年7月31日  |                     |
| 日本・ASEAN包括的経済連携協定                          | 高村正彦           | 外務大臣                   | 日・ASEAN包括的経済連携協定の説明書(外務省) (PDF)                            | 2008年3月26日  | 2008年12月1日  | 2009年11月23日 |                     |
| 日本・フィリピン経済連携協定                           | 小泉純一郎         | 内閣総理大臣               | 日・フィリピン経済連携協定の説明書(外務省) (PDF)                             | 2006年9月6日   | 2008年12月11日 | 2008年12月11日 |                     |
| 日本・スイス経済連携協定                               | 中曽根弘文         | 外務大臣                   | 日・スイス経済連携協定の説明書(外務省) (PDF)                                 | 2009年2月19日  | 2009年9月1日   | 2009年9月1日   |                     |
| 日本・ベトナム経済連携協定                             | 中曽根弘文         | 外務大臣                   | 日・ベトナム経済連携協定の説明書(外務省) (PDF)                               | 2008年12月25日 | 2009年10月1日  | 2009年10月1日  |                     |
| 日本・インド経済連携協定                               | 前原誠司           | 外務大臣                   | 日・インド包括的経済連携協定の説明書(外務省) (PDF)                           | 2011年2月16日  | 2011年8月1日   | 2011年9月14日  |                     |
| 日本・ペルー経済連携協定                               | 松本剛明           | 外務大臣                   | 日・ペルー経済連携協定の説明書(外務省) (PDF)                                 | 2011年5月31日  | 2012年3月1日   | 2012年2月24日  |                     |
| 日本・オーストラリア経済連携協定                       | 安倍晋三           | 内閣総理大臣               | 日・豪経済連携協定の説明書(外務省) (PDF)                                     | 2014年7月8日   | 2015年1月15日  | 2015年1月12日  |                     |
| 日本・モンゴル経済連携協定                             | 安倍晋三           | 内閣総理大臣               | 日本・モンゴル経済連携協定(外務省) (PDF)                                     | 2015年2月10日  | 2016年6月7日   | 2016年6月1日   |                     |
| 環太平洋パートナーシップに関する包括的及び先進的な協定 | 茂木敏充           | 経済再生担当大臣           | 環太平洋パートナーシップに関する包括的及び先進的な協定の説明書(外務省) (PDF) | 2018年3月8日   | 2018年12月30日 | 2018年12月20日 |                     |
| 日本・EU経済連携協定                                   | 安倍晋三           | 内閣総理大臣               | 日・EU経済連携協定の説明書(外務省) (PDF)                                     | 2018年7月17日  | 2019年2月1日   | 2019年1月14日  |                     |
| 日米貿易協定                                           | 杉山晋輔           | 駐米大使                   | 日米貿易協定の説明書(外務省) (PDF)                                           | 2019年10月7日  | 2020年1月1日   | 未通報         |                     |
| 日英包括的経済連携協定                                 | 茂木敏充           | 外務大臣                   | 日英包括的経済連携協定の説明書(外務省) (PDF)                                 | 2020年10月23日 | 2021年1月1日   | 2020年12月31日 |                     |
| 地域的な包括的経済連携協定                             | 茂木敏充 梶山 弘志 | 外務大臣 経済産業大臣      | 地域的な包括的経済連携協定の説明書(外務省)                                   | 2020年11月15日 | 2022年1月1日   | 未通報         |                     |
| 署名されたが未発効のEPA/FTA                            |                    |                            |                                                                              |                |                |                |                     |
| 環太平洋パートナーシップ協定                           | 高鳥 修一          | 髙鳥内閣府副大臣           | 環太平洋パートナーシップ協定の説明書(外務省) (PDF)                           | 2016年2月4日   | 未発効         |                |                     |
| 既存のEPA/FTAを改正する協定                            |                    |                            |                                                                              |                |                |                |                     |
| 日本・シンガポール新時代経済連携協定改正議定書         | 安倍晋三           | 内閣総理大臣               | 日・シンガポール経済連携協定改正議定書の説明書(外務省) (PDF)                 | 2007年3月19日  | 2007年9月2日   | 2007年8月27日  | WT/REG140/N/1/Add.1 |
| 日・メキシコ経済連携協定議定書                         | 成田右文           | 駐メキシコ大使             | 日・メキシコ経済連携協定議定書の説明書(外務省) (PDF)                         | 2006年9月20日  | 2007年4月1日   | 2007年4月12日  | WT/REG198/N/1/Add.1 |
| 日・メキシコ経済連携協定改正議定書                     | 目賀田 周一郎      | 駐メキシコ大使             | 日・メキシコ経済連携協定改正議定書の説明書(外務省) (PDF)                     | 2011年9月22日  | 2012年4月1日   | 2012年12月14日 | WT/REG198/N/1/Add.3 |
| 日本・ASEAN包括的経済連携協定改正第一議定書            | 河野太郎           | 外務大臣                   | 日本・ASEAN包括的経済連携協定改正第一議定書の説明書(外務省) (PDF)            | 2019年2月27日  | 2020年8月1日   | 未通報         |                     |
| 日米貿易協定改正議定書                                 | 冨田浩司           | 駐米大使                   | 日米貿易協定改正議定書(外務省) (PDF)                                         | 2021年6月2日   | 2023年1月1日   | 未通報         |                     |
| 日本・EU経済連携協定改正議定書                         | 相川一俊           | 欧州連合日本政府代表部大使 | 日本・EU経済連携協定改正議定書(外務省) (PDF)                                 | 2024年1月31日  | 2024年7月1日   | 未通報         |                     |

## EPA/FTAの経済規模
EPA/FTAの経済規模(日本の対世界貿易に占める協定対象等の国（地域を含む）への貿易割合（輸出、輸入、貿易全体。2024年）は以下の通りである。
| | 輸出割合 | 輸入割合 | 貿易全体割合 |
| 発効済みのEPA/FTA | 発効済みのEPA/FTA | 発効済みのEPA/FTA | 発効済みのEPA/FTA |
| 日本・シンガポール新時代経済連携協定 | 2.80% | 1.03% | 1.82% |
| 日本・メキシコ経済連携協定 | 1.74% | 0.79% | 1.25% |
| 日本・マレーシア経済連携協定 | 1.97% | 2.57% | 2.27% |
| 日本・チリ経済連携協定 | 0.23% | 1.10% | 0.68% |
| 日本・タイ経済連携協定 | 3.76% | 3.33% | 3.54% |
| 日本・インドネシア経済連携協定 | 1.84% | 3.12% | 2.49% |
| 日本・ブルネイ経済連携協定 | 0.01% | 0.25% | 0.13% |
| 日本・ASEAN包括的経済連携協定 | 11.64% | 11.06% | 11.34% |
| 日本・フィリピン経済連携協定 | 1.41% | 1.28% | 1.34% |
| 日本・スイス経済連携協定 | 0.84% | 1.11% | 0.98% |
| 日本・ベトナム経済連携協定 | 2.41% | 3.60% | 3.02% |
| 日本・インド経済連携協定 | 2.43% | 0.87% | 1.63% |
| 日本・ペルー経済連携協定 | 0.11% | 0.44% | 0.28% |
| 日本・オーストラリア経済連携協定 | 2.26% | 7.12% | 4.75% |
| 日本・モンゴル経済連携協定 | 0.16% | 0.00% | 0.08% |
| 環太平洋パートナーシップに関する 包括的及び先進的な協定（CPTPP)                                                                              | 15.02% | 20.07% | 17.61% |
| 日本・EU経済連携協定 | 7.16% | 8.37% | 7.78% |
| 日米貿易協定 | 19.89% | 11.25% | 15.47% |
| 日英包括的経済連携協定 | 1.59% | 1.07% | 1.32% |
| 地域的な包括的経済連携協定 (RCEP)（署名15か国）                                                                                              | 41.10% | 49.86% | 45.59% |
| 地域的な包括的経済連携協定 (RCEP)（現締約国）                                                                                                | 41.05% | 49.67% | 45.47% |
| 多国間協定への加盟申請中、交渉中、交渉中断、署名されたが未発効（発効未確定）、 交渉開始が合意された、交渉に向けた共同研究が開始されたEPA/FTA | 多国間協定への加盟申請中、交渉中、交渉中断、署名されたが未発効（発効未確定）、 交渉開始が合意された、交渉に向けた共同研究が開始されたEPA/FTA | 多国間協定への加盟申請中、交渉中、交渉中断、署名されたが未発効（発効未確定）、 交渉開始が合意された、交渉に向けた共同研究が開始されたEPA/FTA | 多国間協定への加盟申請中、交渉中、交渉中断、署名されたが未発効（発効未確定）、 交渉開始が合意された、交渉に向けた共同研究が開始されたEPA/FTA |
| | 輸出割合 | 輸入割合 | 貿易全体割合 |
| 環太平洋パートナーシップ協定 (TPP) | 33.32% | 30.26% | 31.75% |
| 地域的な包括的経済連携協定 (RCEP) (インド復帰の場合)                                                                                         | 43.53% | 50.73% | 47.22% |
| 日中韓自由貿易協定 | 24.18% | 26.74% | 25.49% |
| 日本・トルコ経済連携協定 | 0.49% | 0.13% | 0.31% |
| 日本・コロンビア経済連携協定 | 0.15% | 0.09% | 0.12% |
| 日・GCC（湾岸協力理事会）自由貿易協定 | 3.42% | 11.33% | 7.47% |
| 日本・バングラデシュ経済連携協定 | 0.21% | 0.21% | 0.21% |
| 日本・UAE経済連携協定 | 1.80% | 4.96% | 3.42% |
| 日本・カナダ経済連携協定 | 1.58% | 1.75% | 1.67% |
| 日本・韓国経済連携協定 | 6.56% | 4.23% | 5.37% |
| 日本・イスラエル経済連携協定 | 0.18% | 0.19% | 0.20% |
| コスタリカ（CPTPP加盟交渉中） | 0.08% | 0.08% | 0.08% |
| 中国（CPTPP加盟申請中） | 17.76% | 22.50% | 20.12% |
| 台湾（CPTPP加盟申請中） | 6.41% | 4.11% | 5.23% |
| エクアドル（CPTPP加盟申請中） | 0.05% | 0.17% | 0.11% |
| ウルグアイ（CPTPP加盟申請中） | 0.01% | 0.01% | 0.01% |
| ウクライナ（CPTPP加盟申請中） | 0.06% | 0.01% | 0.04% |
| インドネシア（CPTPP加盟申請中） | 1.84% | 3.12% | 2.49% |
| 香港（RCEP加盟申請中） | 5.08% | 0.25% | 2.60% |
| スリランカ（RCEP加盟申請中） | 0.03% | 0.03% | 0.03% |
| | 輸出割合 | 輸入割合 | 貿易全体割合 |
| 現行の日本が締結中のEPA/FTA （重複を除いた合計。以下同じ。）                                                                                 | 76.53% | 77.94% | 77.25% |
| 現行の日本が締結中のEPA/FTA + トルコ | 77.02% | 78.07% | 77.56% |
| 日本とEPA/FTAを締結又は交渉（共同研究、多国間協定への 加盟申請中を含む）していない国（地域を含む）（貿易総額上位）)                          | 日本とEPA/FTAを締結又は交渉（共同研究、多国間協定への 加盟申請中を含む）していない国（地域を含む）（貿易総額上位）)                          | 日本とEPA/FTAを締結又は交渉（共同研究、多国間協定への 加盟申請中を含む）していない国（地域を含む）（貿易総額上位）)                          | 日本とEPA/FTAを締結又は交渉（共同研究、多国間協定への 加盟申請中を含む）していない国（地域を含む）（貿易総額上位）)                          |
| | 輸出割合 | 輸入割合 | 貿易全体割合 |
| ロシア | 0.31% | 0.77% | 0.54% |
| ブラジル | 0.66% | 1.32% | 0.99% |
| 南アフリカ共和国 | 0.30% | 0.79% | 0.55% |
| --- | --- | --- | --- |